# Silja Line
Tallink Silja Oy (Silja Line) è un marchio commerciale di una compagnia di navigazione, controllata dalla società estone AS Tallink Grupp, per il trasporto di passeggeri ed automezzi fra la Finlandia e la Svezia. L'ex società Silja Oy - oggi Tallink Silja Oy - è una divisione sussidiaria della Tallink Grupp. Un'altra divisione, Tallink Silja AB, si occupa del marketing e delle vendite in Svezia.

## Storia

### 1904–1957
La storia della Silja Line risale al 1904 quando due compagnie di navigazione finlandesi, Finland Steamship Company (Finska Ångfartygs Aktiebolaget, FÅA in sigla) e la Steamship Company Bore, iniziarono a collaborare sul traffico Finlandia—Svezia. L'iniziale accordo di collaborazione venne concluso nel 1909, ma reintrodotto nel 1910. Dopo la prima guerra mondiale nel 1918 un nuovo accordo commerciale venne sottoscritto includendo anche una terza compagnia svedese, la Rederi AB Svea. Originariamente l'accordo di collaborazione era applicato solo sui servizi fra Turku e Stoccolma, ma venne ampliato alla Helsinki—Stoccolma nel 1928. Come precursori delle politiche successivamente adottate dalla Silja Line, ognuna delle tre compagnie aveva in dotazione navi quasi identiche per la tratta Helsinki—Stoccolma, in coincidenza dei Giochi Olimpici di Helsinki nel 1952.
Solo la Finland SS Co.'s era in realtà pronta in tempo per le Olimpiadi. Nello stesso periodo la città di Helsinki costruì l'Olympia Terminal nel versante sud del porto di Helsinki, ancora oggi usato le navi di Silja Line.

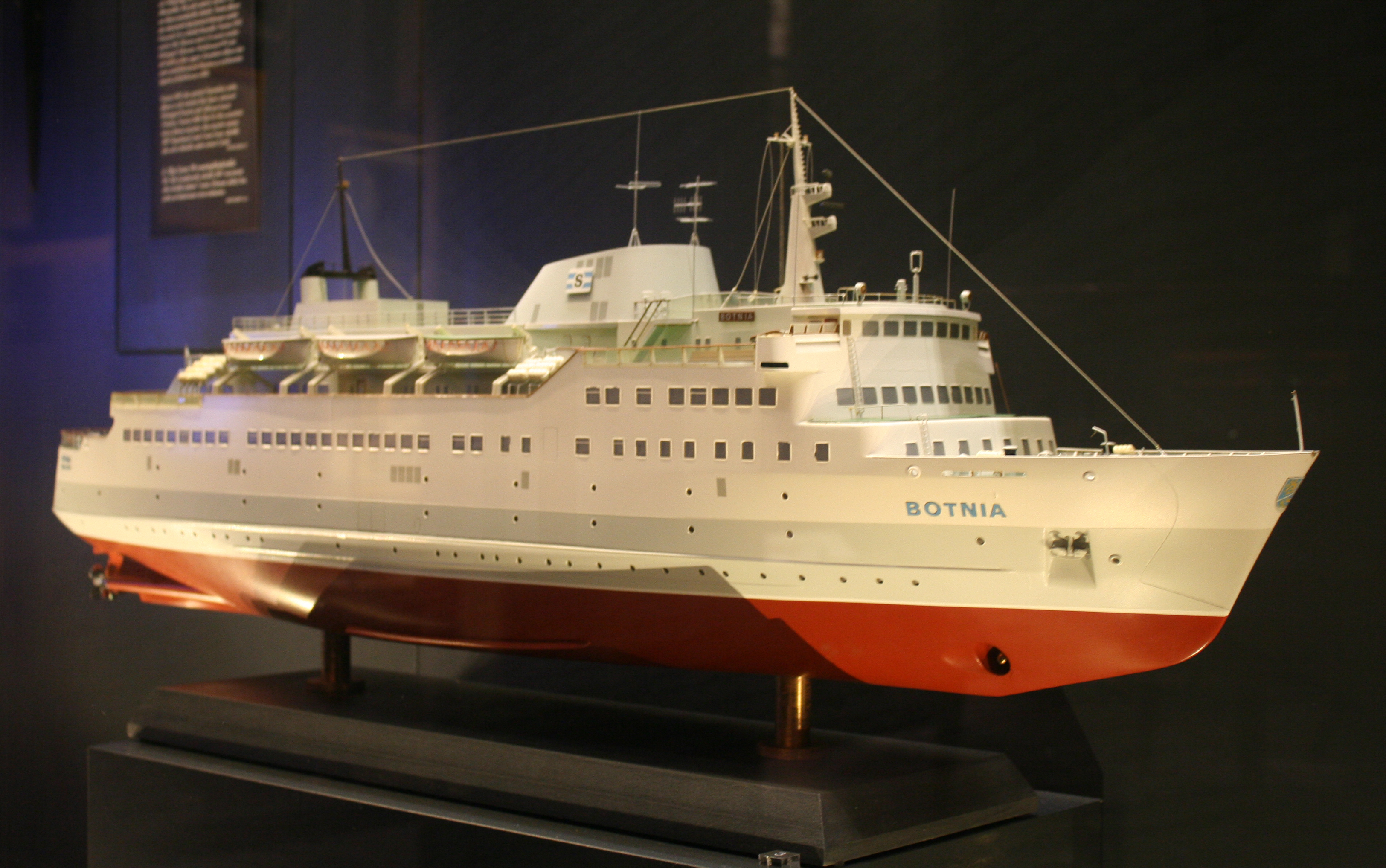
Un modellino della MS Botnia in Siljavarustamo livery.

### 1957–1970
Rendendosi conto che i traghetti per auto e passeggeri avrebbero dominato il traffico commerciale nel futuro, le tre compagnie decisero di costituire una nuova compagnia figlia dell'unione, la Oy Siljavarustamo / Siljarederiet Ab.
La nuova compagnia iniziò con navi usate che non erano particolarmente indicate per il ruolo ad esso consegnate ma la situazione cambiò quanto nel 1961 Silja prese consegna della nuova MS Skandia, il primo traghetto costruito per il trasporto auto e passeggeri nel Mar Baltico. La nave gemella di Skandia, la MS Nordia entrava in servizio l'anno successivo, appena prima dell'era della gigante MS Fennia nel 1965.
Due ulteriori navi realizzate secondo il design della Skandia, MS Botnia e MS Floria vennero consegnate nel 1967 e nel 1970.
Nonostante la nascita di Silja, FÅA, Bore e Svea continuarono ad operare sulle stesse rotte con le proprie navi.

### 1970–1980
Nel 1967 tre delle compagnie concorrenti di Silja formarono una nuova compagnia di marketing e coordinamento, la Viking Line, la quale divenne il principale concorrente di Silja Line per le prossime due decadi.
FÅA, Bore e Svea in breve realizzarono una simile riorganizzazione, preferibile alla corrente e frammentata immagine. Nel 1970 un grande cambiamento venne realizzato all´interno delle organizzazioni: Silja Line era istituita come compagnia unica di marketing e coordinamento fra FÅA, Bore e Svea, e le navi di Siljavarustamo vennero suddivise fra le tre precedenti compagnie. Tutte le navi di Silja Line vennero dipinte con lo stesso schema di colori: bianco con una grande scritta sul bordo "Silja Line", insieme al logo stilizzato della testa di foca.

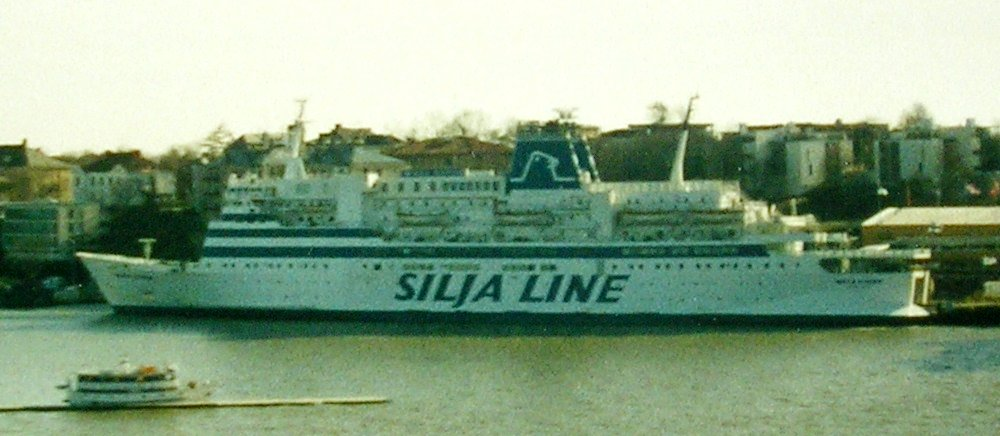
MS Bore Star, costruita nel 1975, operativa nella flotta Silja sino al 1986, reintegrata nella flotta Silja nel 1993 come MS Wasa Queen

 Già prima della reorganizzazione Silja aveva ordinato due nuove navi dai cantieri navali Dubegion-Normandie S.A., Nantes, in Francia per iniziare per l'intero anno il traffico fra Helsinki e Stoccolma (fino a quel momento la rotta era operativa solo in estate). Nel 1972 le navi vennero consegnate a FÅA e Svea come MS Aallotar e MS Svea Regina. Il numero dei passengeri sulla rotta per Helsinki aumento´ velocemente e già nel 1973 era deciso che le tre compagnie avrebbero voluto una nave di identico design dagli stessi cantieri per sostituire le navi in servizio sulla Helsinki—Stoccolma. Le prime due vennero consegnate nel 1975 MS Svea Corona e MS Wellamo. L'ultima gemella, MS Bore Star, era consegnata nel dicembre dello stesso anno. Ad ogni modo, non vi erano abbastanza passeggeri durante l'inverno per tutte le tre navi, ed come risultato Bore Star venne noleggiata alle Finnlines durante gli inverni del 1975-1976 e del 1976-1977. Nel 1976 Finland SS Co cambio' la sua denominazione in Effoa. Durante larga parte degli anni settanta i vecchi traghetti Effoa MS Ilmatar e MS Regina effettuavano crociere nel Mar Baltico, nei fiordi norvegesi e nell´Atlantico (da Malaga) sotto la denominazione commerciale di Silja Cruises.

### 1980–1986
Nel 1979 Svea e Effoa decidono di ordinare ancora nuove navi per la rotta Helsinki—Stoccolma, le quali saranno i più grandi traghetti dell´epoca. Bore comunque decide di non partecipare alla costruzione dei nuovi vascelli, e nel 1980 opta di uscire dal traffico passeggeri (Bore Line ancora esiste come compagnia di trasporto cargo).
In Finlandia, e successivamente in Svezia, un grande sciopero dei marittimi nella primavera del 1980 ferma completamente il traffico dei traghetti. Questo fatto induce Effoa a dismettere i servizi della Silja Cruises.
Dovute alle difficoltà della prima vera Silja nave da crociera, MS Finlandia e MS Silvia Regina entrano in servizio nel 1981, le quali portano ad un incremento del 45% del numero dei passeggeri imbarcati. Successivamente nello stesso anno Johnson Line acquisisce la Rederi AB Svea, e le ex navi Svea vengono redipinte con i colori blu/giallo delle Johnson Line. Le buone esperiende riscontrate dalle nuove navi per Helsinki, muove Effoa e Johnson Line ad ordinare due nuove navi della stessa classe per il traffico marittimo fra Turku—Stoccolma, le navi vengono consegnate nel 1985 e nel 1986 come MS Svea e MS Wellamo.

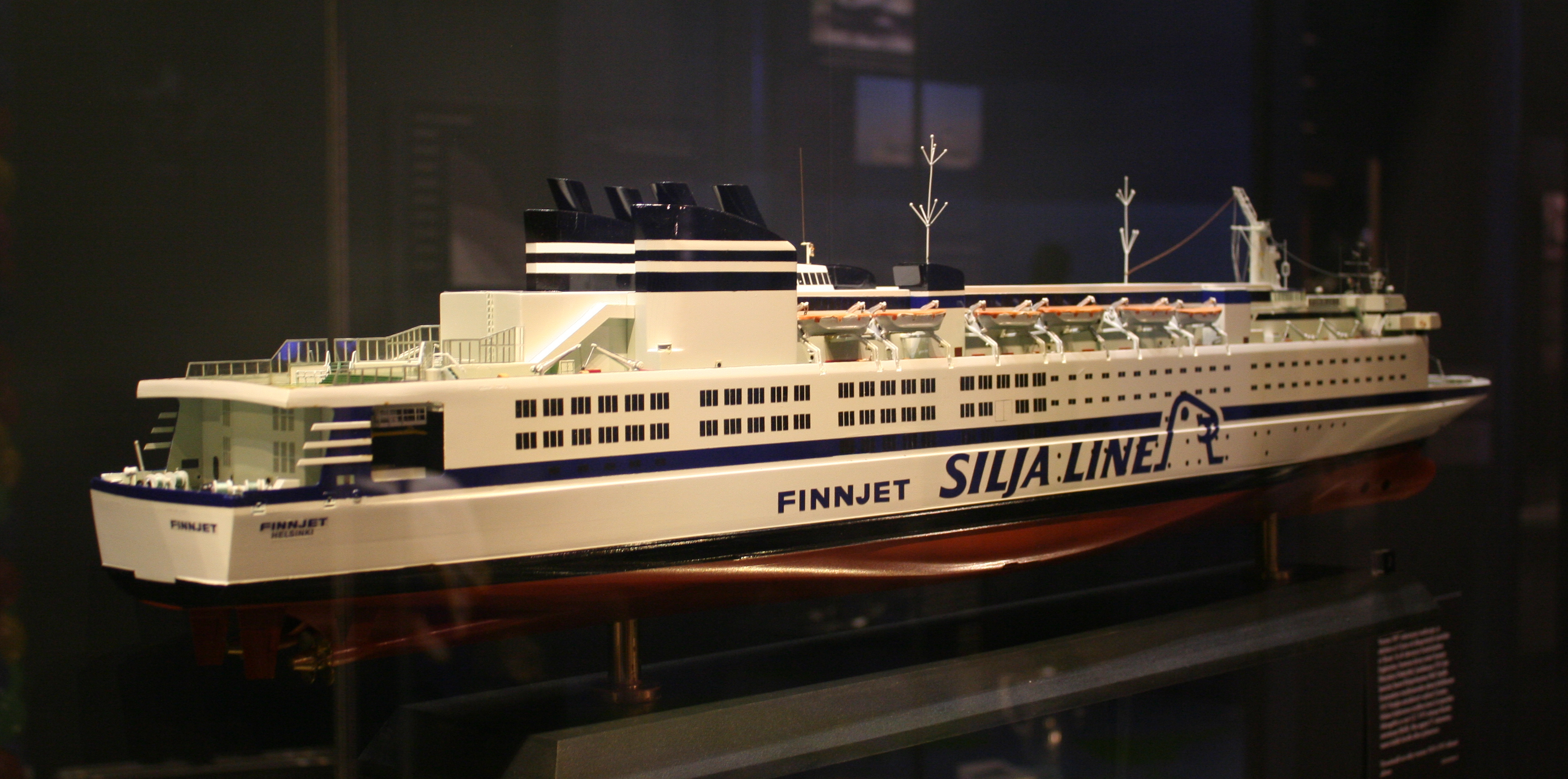
Un modello del più veloce cruiseferry GTS Finnjet, negli anni ottanta con livrea Silja Line

### 1987–1992
Il 1987 è stato un anno cruciale per Silja. Effoa compra il famoso GTS Finnjet e dall´inizio del 1987 il prestigioso "Queen of the Baltic Sea" si unisce alla flotta Silja Line.

### 1993–2006
Il 1993 inizia con uno scandalo. Nel gennaio esce la notizia che Silja Line ha noleggiato MS Europa, una nave in costruzione per Rederi AB Slite, una delle proprietarie di Viking Line. A causa di problemi finanziari Slite avrebbe potuto non pagare per la loro nuova nave, e viene dunque deciso di noleggiarla a Silja. Successivamente,lo stesso anno, Silja integra la propria flotta con Euroway sulla rotta Malmö—Travemünde—Lubecca. La rotta si dimostra improficua e viene chiusa nella primavera del 1994.
MS Sally Albatross si arena fuori Helsinki nella primavera 1994, riportando gravi danni, i quali mettono nella condizione Silja di sospenderla dal servizio. Nel settembre 1994 si registra il più grave disastro marittimo in tempo di pace nel Mar Baltico, il naufragio dell'Estonia. Silja Europa, Silja Symphony e Finnjet intervengono nella assistenza per la ricerca dei sopravvissuti al disastro.
La compagnia era nel frattempo diventata la più importante nel Mar Baltico, avendo superato i risultati di Viking Line nel 1993, ma la situazione finanziaria non era ottimale. Nel 1995 Effjohn cambia la denominazione in Silja Oy Ab. Tre anni dopo la denominazione societaria cambia nuovamente in Neptun Maritime.
Nel 1999 avvengono due grandi cambiamenti per Silja. Le vendite Tax-free terminano sulle rotte fra i paesi EU, sulla linea Helsinki—Stoccolma vengono registrate in Mariehamn nelle Åland Islands, al momento tax free. Il più importante cambiamento avviene quando Sea Containers compra la maggioranza azionaria di Neptun Maritime.
Nel 2000 i nuovi proprietari comprano uno dei loro Super SeaCat sulla rotta Helsinki—Tallinn e Neptun Maritime ancora cambia denominazione, questa volta in Silja Oyj Abp. Nello stesso periodo la rotta fra Vaasa ed Umeå viene chiusa come improficua.
Dal 2004 Sea Containers acquisisce Silja Line interamente. La compagnia acquisisce solidità finanziaria. Tuttavia altre operazioni messe in atto da Sea Containers risultano improficue ed al termine del 2005 viene annunciata l'intenzione di mettere in vendita l'intera divisione traghetti, questo naturalmente include la vendita di Silja Line. Propedeutica alla vendita, i costosi GTS Finnjet and MS Silja Opera vengono dismessi dal servizio e trasferiti sotto la proprietà di Sea Co. Silja Serenade e Symphony vengono rinnovate nel 2006 per essere maggiormente attrattive per un potenziale acquirente.

### 2006 ad oggi

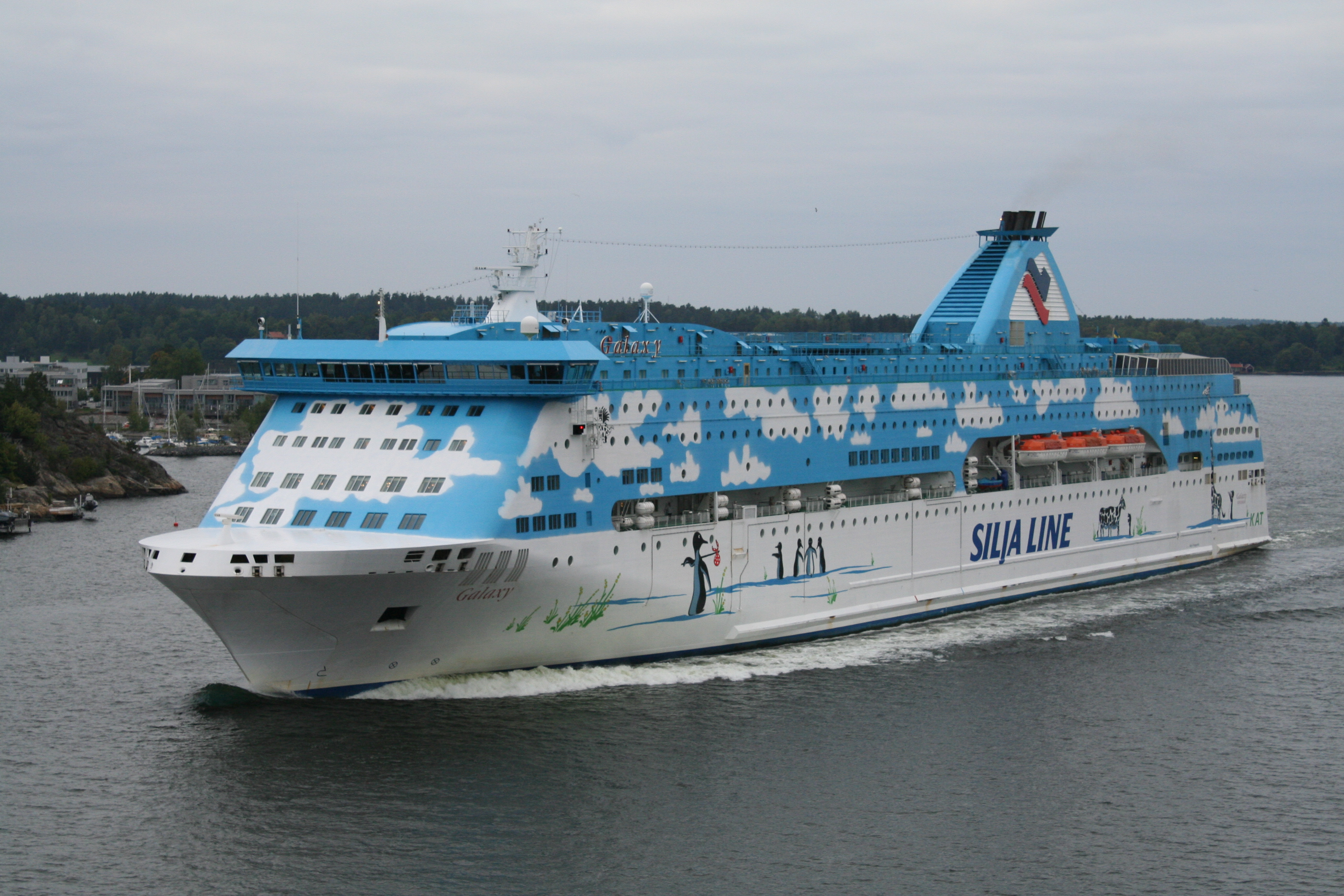
MS Galaxy viene trasferita dalla flotta Tallink a quella di Silja Line nel 2008.

Nel maggio 2006 viene annunciata la vendita di Silja Line all'estone Tallink. Il traffico di SuperSeaCats fra Helsinki and Tallinn non viene incluso nella vendita poiché tale acquisto avrebbe determinato a favore di Tallink una dominante posizione del mercato sulla rotta, il quale sarebbe risultato in contraddizione con le regole di libero mercato in Estonia e Finlandia.
Come risultato Sea Containers (che aveva appena annunciato un anno prima l'intenzione di uscire completamente dal business dei trasporti traghetti) continua ad operare sotto il marchio SuperSeaCat. Alla fine del 2006 le organizzazioni di terra di Tallink e Silja Line vengono riorganizzate in Finlandia così che Tallink Finland e Superfast Finland vengono unite nella Oyj Silja Abp, la quale prende cura di tutte le operazioni finlandesi di Tallink/Silja. Poco dopo Oyj Silja Abp viene rinominata in Tallink Silja Oy. Analogamente le operazioni di terra in Svezia divengono Tallink Silja AB.
Nel luglio 2008, la nave Tallink MS Galaxy rimpiazza la Silja Festival sulla Turku—Mariehamn—Stoccolma. La Galaxy porta bandiera della Svezia ed il marchio Silja Line  viene dipinto sul fianco. La Silja Festival viene trasferita sulla Tallink Stoccolma-Riga, e dipinto sulle fiancate la scritta Tallink.

## Flotta
| Tipo         | Traghetto       | Anno di costruzione | Stazza (t.s.l.) | Passeggeri | Metri lineari carico merci | Velocità in nodi | Attuale rotta                     | Note | Immagine |
| ------------ | --------------- | ------------------- | --------------- | ---------- | -------------------------- | ---------------- | --------------------------------- | ---- | -------- |
| Cruise ferry | Silja Serenade  | 1990                | 58.376          | 2.852      | 950                        | 23               | Helsinki-Mariehamn–Stoccolma      |      |          |
| Cruise ferry | Silja Symphony  | 1991                | 58.376          | 2.852      | 950                        | 23               | Helsinki-Mariehamn–Stoccolma      |      |          |
| Cruise ferry | Baltic Princess | 2008                | 48.915          | 2.800      | 1.130                      | 24.5             | Turku–Mariehamn/Långnäs–Stoccolma |      |          |

## Flotta del passato
| Traghetto                                          | Anno di costruzione | In servizio                   | Stazza (t.s.l.) | Stato attuale                                                                   |
| -------------------------------------------------- | ------------------- | ----------------------------- | --------------- | ------------------------------------------------------------------------------- |
| Birger Jarl Bore Nord                              | 1953                | 1970–1973 1973–1977           | 3.236           |                                                                                 |
| Bore                                               | 1960                | 1970–1976                     | 3.492           |                                                                                 |
| Bore I Skandia                                     | 1973                | 1973–1980 1980–1983           | 8.528           |                                                                                 |
| Svea Corona                                        | 1975                | 1975–1984                     | 12.348          |                                                                                 |
| Wellamo Svea Corona                                | 1974                | 1975–1981 1984–1985           | 12.348          |                                                                                 |
| Bore Star Silja Star Wasa Queen                    | 1975                | 1976–1980 1980–1986 1992–2000 | 12.348          | Demolita ad Alang nel 2013.                                                     |
| Finlandia                                          | 1981                | 1981–1990                     | 25.905          | Demolito ad Aliağa nel 2025 come Moby Dada.                                     |
| Silvia Regina                                      | 1981                | 1981–1991                     | 25.905          | Attuale Saga per Bridgemans Services Group.                                     |
| Silja Karneval                                     | 1985                | 1985–1994                     | 12.281          | In servizio dal 2008 come Mega Smeralda per Corsica Ferries - Sardinia Ferries. |
| Finnjet                                            | 1977                | 1987–2006                     | 32.490          | Demolita ad Alang, India, nel 2009.                                             |
| Silja Star                                         | 1980                | 1990                          | 15.598          | Affondò nel 1994 con il nome di Estonia.                                        |
| Silja Scandinavia                                  | 1992                | 1994–1997                     | 35.285          | In servizio dal 1997 come Gabriella per Viking Line.                            |
| Stena Invicta (commercializzato come Wasa Jubilee) | 1985                | 1998 (charter)                | 19.763          | Dal 2023 Superstar II per Seajets                                               |
| SuperSeaCat Four                                   | 1999                | 2000–2006 (sólo en verano)    | 4.465           | In servizio dal 2021 come Super Runner Jet per Seajets.                         |
| SuperSeaCat Three                                  | 1999                | 2003–2006 (sólo en verano)    | 4.465           | In servizio dal 2022 come Speedrunner Jet per Seajets.                          |
| SuperSeaCat One                                    | 1997                | 2004–2005 (sólo en verano)    | 4.662           | In servizio dal 2023 come Speedrunner Jet II per Seajets.                       |
| Silja Opera                                        | 1992                | 2002–2006                     | 25.611          | In servizio dal 2007 come Celestyal Crystal per Celestyal Cruises.              |
| Silja Festival                                     | 1986                | 1986–2008                     | 34.414          | In servizio dal 2015 come Mega Andrea per Corsica Ferries - Sardinia Ferries.   |
| Silja Europa                                       | 1993                | 1993–2013                     | 59.912          | Dal 2016 operante sotto Tallink.                                                |
| Galaxy                                             | 2006                | 2008–2022                     | 48.915          | Dal 2022 operante sotto Tallink.                                                |